# Víctor Pérez Díaz
Víctor Manuel Pérez Díaz (1 de junio de 1969) es un periodista y político mexicano, miembro del Partido Acción Nacional (PAN). Ha sido presidente municipal de Santa Catarina, Nuevo León y en dos ocasiones diputado federal.

## Biografía
Es licenciado en Ciencias de la Comunicación con especialidad en Periodismo por la Universidad Autónoma de Nuevo León (UANL) y tiene una maestría en Administración Pública, y un diplomado en Mercadotecnia y Negociación Política por la Asociación Latinoamericana de Consultores Políticos.
En 2006 fue elegido como miembro del PAN, regidor del ayuntamiento de Santa Catarina presidido por Dionisio Herrera Duque y cuyo periodo concluyó en 2009, paralelamente en 2008 fue secretario de Estudios del comité municipal del PAN en Santa Catarina y en 2009 secretario de Comunicación Social del comité estatal en Nuevo León. 
En las elecciones de 2009 fue candidato del PAN a diputado por el distrito 19 local, logrando el triunfo para la LXXII Legislatura del Congreso del Estado de Nuevo León. No concluyó el cargo, pues solicitó licencia para ser candidato de su partido a presidente municipal de Santa Catarina en las elecciones de 2012, donde resulta elegido al cargo. Asumió la presidencia municipal para el periodo de 2012 a 2015.
Al terminar dicho cargo, de 2015 a 2018 fue integrante de la Comisión Permanente Nacional del PAN y en 2016 fue coordinador nacional de Análisis y Relaciones Públicas del comité nacional del partido. En 2018 fue elegido diputado federal por el principio de representación proporcional a la LXIV Legislatura de dicho año al de 2021, en ella fue presidente de la comisión de Comunicaciones y Transportes; e integrante de la comisión de Desarrollo Metropolitano, Urbano, Ordenamiento Territorial y Movilidad. Se separó del cargo mediante licencia a partir del 2 de marzo de 2021 y no volvió a ocuparlo el resto de la legislatura.
En 2021 fue reelegido al cargo de diputado federal por el mismo principio de representación proporcional pero en esta ocasión a la LXV Legislatura que concluirá en 2024. En esta legislatura es nuevamente presidente de la comisión de Comunicaciones y Transportes; e integrante de la comisión de Reforma Político-Electoral.